# Tsingya bemarana
Tsingya bemarana är en kinesträdsväxtart som beskrevs av René Paul Raymond Capuron. Tsingya bemarana ingår i släktet Tsingya och familjen kinesträdsväxter. Inga underarter finns listade i Catalogue of Life.